# Storvisttjärnarna
Storvisttjärnarna är varandra näraliggande sjöar i Malå kommun i Lappland och ingår i Skellefteälvens huvudavrinningsområde.
- Storvisttjärnarna (Malå socken, Lappland, 724810-165134), sjö i Malå kommun, 65°18′01″N 19°03′02″Ö / 65.3004°N 19.0505°Ö
- Storvisttjärnarna (Malå socken, Lappland, 724824-165213), sjö i Malå kommun, 65°17′59″N 19°03′49″Ö / 65.2996°N 19.0635°Ö (17,9 ha)